# Thôi miên cao tốc

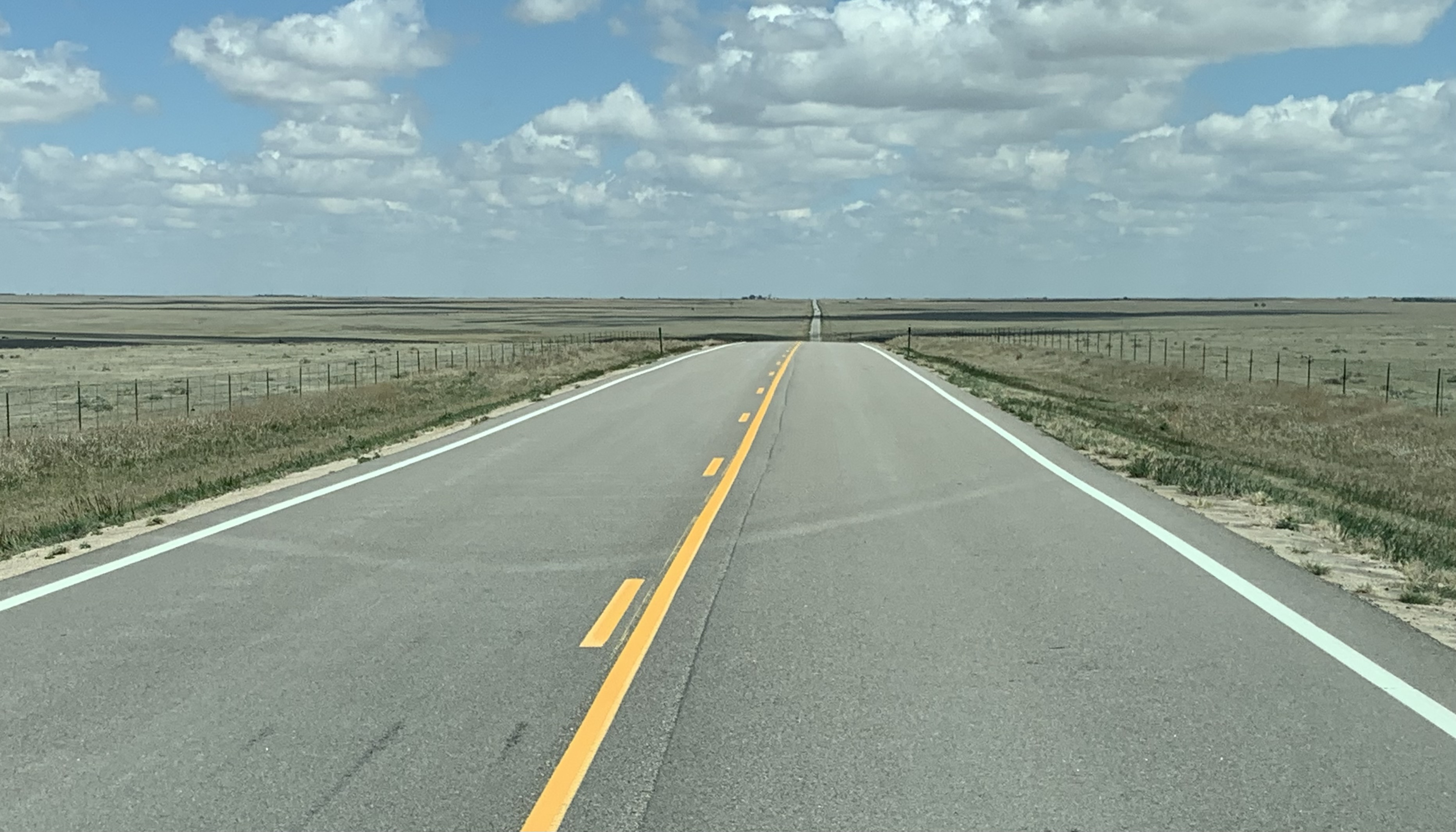
Cao tốc 71 bang Colorado. Ảnh minh họa cho sự đơn điệu và nhàm chán của khung cảnh khi lái xe

Thôi miên cao tốc hay thôi miên trên đường là trạng thái thay đổi của ý thức (altered mental state, ASC), trong đó người lái ô tô có thể di chuyển một quãng đường dài, phản ứng với các sự kiện bên ngoài một cách an toàn và chính xác nhưng không nhớ mình đã làm như vậy một cách có ý thức. Ở trạng thái này, tâm trí có ý thức của người lái xe hoàn toàn tập trung vào nơi khác, trong khi dường như vẫn đang xử lý thông tin cần thiết để lái xe an toàn. Thôi miên cao tốc là biểu hiện tâm thần của quá trình tự động hóa.

## Lịch sử thuật ngữ
Khái niệm này lần đầu tiên được mô tả trong một bài báo năm 1921 đề cập đến hiện tượng "thôi miên trên đường" (road hypnotism): lái xe trong trạng thái tựa như nhập định trong khi nhìn chằm chằm vào một điểm cố định. Một nghiên cứu năm 1929, Ngủ với đôi mắt mở (Sleeping with the Eyes Open) của Walter Miles, cũng đề cập đến chủ đề này, cho thấy rằng người lái xe có thể ngủ khi mắt vẫn mở và tiếp tục lái. Vào thập niên 1950, hiện tượng này đã được sử dụng để lý giải những vụ tai nạn ô tô không giải thích được. Thuật ngữ "thôi miên cao tốc" lần đầu được đề cập bởi giáo sư Griffith Wynne Williams vào năm 1963.

## Khái niệm

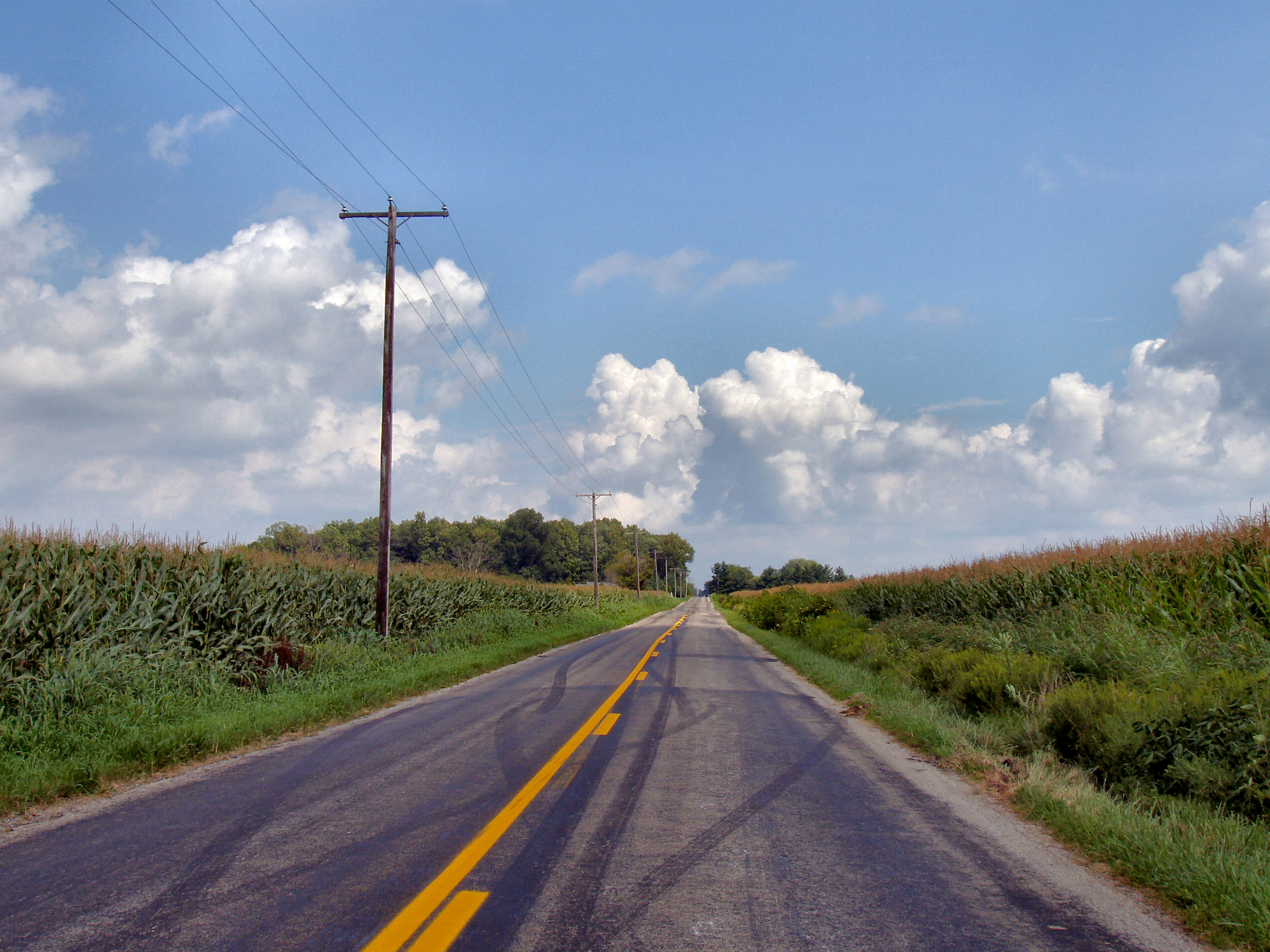
Đường trải nhựa tại Bremen, một thị trấn nhỏ ở Hạt Marshall, Indiana. Trạng thái thôi miên cao tốc có thể xuất hiện khi lái xe lưu thông trên những con đường như thế này

Thôi miên xa lộ là một trạng thái hay xuất hiện trong lúc lái xe, đặc biệt là khi cảnh vật đơn điệu hoặc những con đường thường xuyên lặp đi lặp lại và quen thuộc (chẳng hạn như cảnh đường hầm hoặc đường cao tốc). Các biểu hiện cụ thể của thôi miên cao tốc là mất trí nhớ thoáng qua, thôi miên, ảo giác, giảm cảnh giác, không tập trung và ở trong trạng thái lái xe bất tỉnh. Trong trường hợp này, mặc dù người lái xe vẫn có thể duy trì trạng thái lái xe bình thường, tốc độ phản ứng sẽ chậm hơn đáng kể. Đặc biệt là trong các đường hầm và đường cao tốc, những nơi có cảnh vật đơn điệu vừa làm thôi miên cao tốc, vừa là địa điểm mà ô tô thường di chuyển với tốc độ cao. Khi tai nạn xảy ra thì thường nghiêm trọng.

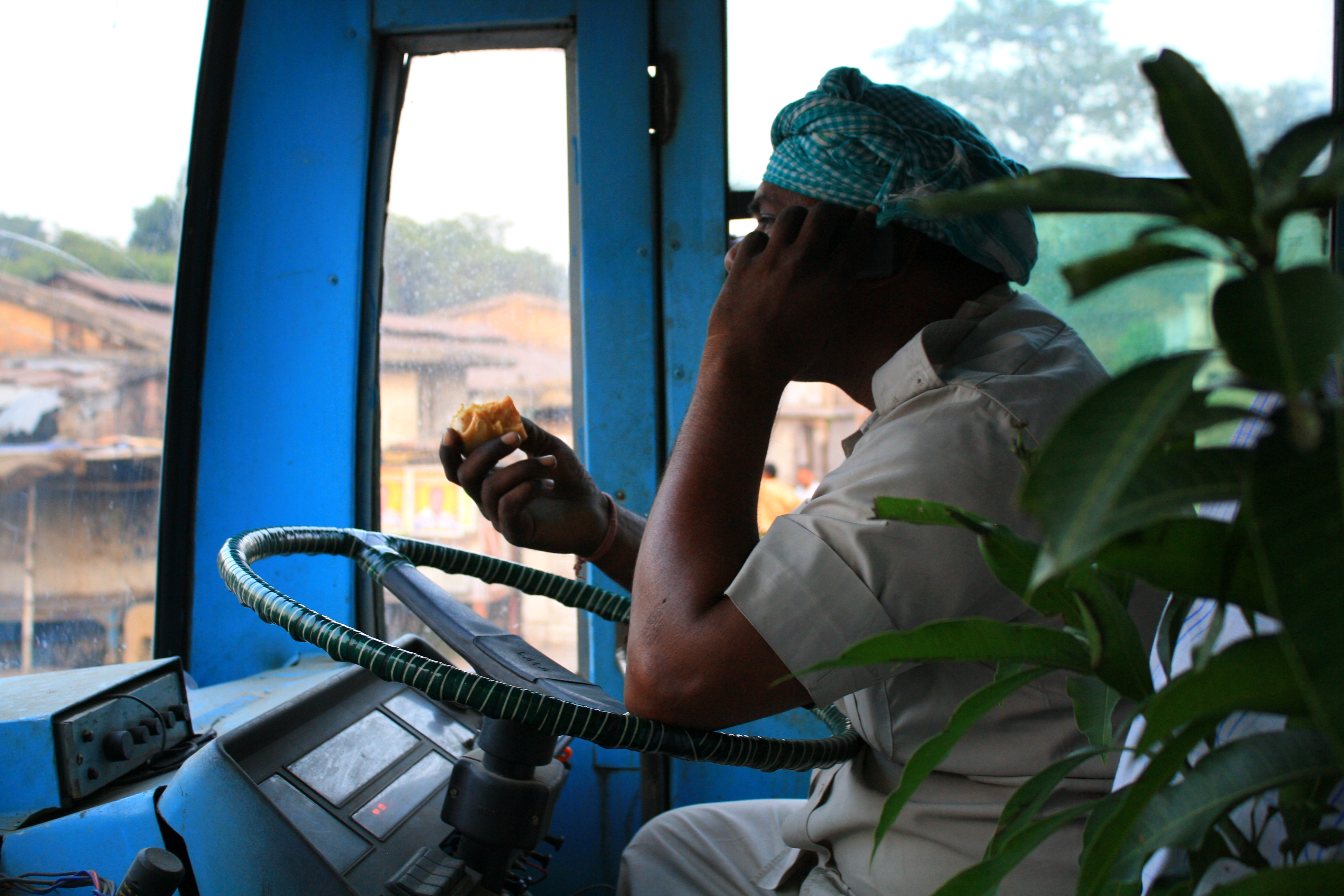
Minh họa về mất tập trung khi lái xe. Tài xế xe buýt vừa ăn bánh, nói chuyện điện thoại. Như vậy, tài xế đang chuyển sự chú ý của mình từ nhiệm vụ chính là lái xe sang các nhiệm vụ phụ không liên quan đến lái xe, gây mất tập trung thính giác (nghe điện thoại), mất tập trung vận động (cầm bánh, điều khiển xe bằng khuỷu tay) và mất tập trung nhận thức (trả lời cuộc gọi)

### Phân biệt với các khái niệm khác
Thôi miên cao tốc là một trạng thái có xu hướng xuất hiện trong một môi trường đơn điệu hoặc quen thuộc và dễ xảy ra, tăng cường, duy trì, chuyển giao và biến mất thường xuyên trong một khoảng thời gian, thôi miên cao tốc về cơ bản khác với việc mệt mỏi lái xe và mất tập trung khi lái xe:
1. Mệt mỏi lái xe được định nghĩa là trạng thái chuyển tiếp từ tỉnh táo sang ngủ, trong đó sự tỉnh táo, chức năng thể chất và tinh thần của người lái xe giảm do các yếu tố môi trường bên ngoài và các yếu tố sinh lý. Có thể xảy ra các triệu chứng cảm giác hoặc thể chất liên quan đến giấc ngủ, chẳng hạn như chớp mắt thường xuyên, ngáp và tư thế đầu bất thường.[7]
2. Mất tập trung khi lái xe là trạng thái người lái xe chuyển sự chú ý của mình từ nhiệm vụ chính là lái xe sang các nhiệm vụ phụ không liên quan đến lái xe, gồm mất tập trung thị giác, mất tập trung nhận thức, mất tập trung thính giác và mất tập trung vận động. Cả hai hành vi lái xe bất thường nói trên đều có những điểm tương đồng với trạng thái thôi miên cao tốc, nhưng chúng khác nhau về cơ chế bên trong và biểu hiện ra bên ngoài.[7]

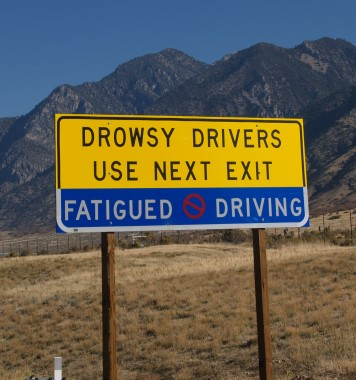
Một biển báo trên Xa lộ Liên tiểu bang 15 ở Utah, Hoa Kỳ, vị trí gần Núi Nebo. Biển báo nhắc nhở những người lái xe buồn ngủ, mệt mỏi ra khỏi đường cao tốc.

### So sánh các khái niệm
So với mệt mỏi lái xe, thôi miên cao tốc ít nghiêm trọng hơn và xảy ra nhiều lần trong một khoảng thời gian. Khi người lái xe ở trong trạng thái thôi miên cao tốc, họ thường không nhận thấy rằng mình đang ở trạng thái thôi miên cao tốc một cách chủ quan, tức là đang trong trạng thái lái xe vô thức. Khi người lái xe hết thôi miên cao tốc, họ chuyển sang trạng thái tỉnh táo đáng kể. Mặc dù người lái xe có thể không nhớ những gì đã xảy ra với họ khi thôi miên cao tốc, nhưng họ có một ký ức rõ ràng về việc gần đây đã trải qua trạng thái "choáng váng". Mệt mỏi lái xe thường khiến tài xế cảm thấy mệt mỏi chủ quan. Một khi xuất hiện, mệt mỏi sẽ ở trạng thái dai dẳng, và người lái xe cần có biện pháp thích hợp để khắc phục nó trước khi "sụp đổ" vì mệt.
So với việc mất tập trung khi lái xe, thôi miên cao tốc tương tự như mất tập trung nhận thức, trong đó sự chú ý của người lái xe không tập trung vào nhiệm vụ chính là lái xe. Điểm khác biệt là khi người lái xe bị thôi miên cao tốc, người đó vẫn đang thực hiện nhiệm vụ chính là lái xe. Còn trong trạng thái mất tập trung nhận thức, người lái xe đang thực hiện các hành động phụ tương ứng không liên quan gì đến việc lái xe.

## Yếu tố ảnh hưởng
Tình trạng thôi miên cao tốc bị ảnh hưởng bởi chính nhiệm vụ lái xe và môi trường đường đi (quá đơn điệu, quen thuộc, nhạt nhẽo và lặp đi lặp lại), vì vậy đây là một hiện tượng đột ngột xảy ra trong một khoảng thời gian. Tuy nhiên, nghiên cứu hiện nay chưa thể xác định chính xác về trạng thái thôi miên cao tốc và thiếu khung lý thuyết có giá trị và các giải pháp kỹ thuật áp dụng từ góc độ hệ thống con người - phương tiện - môi trường.

## Phòng tránh
Để tránh hiện tượng như bị thôi miên này, hầu hết các cao tốc được thiết kế hạn chế tối đa các đường thẳng dài. Tại Việt Nam, Tiêu chuẩn quốc gia TCVN 5729/2012 về đường cao tốc quy định không nên thiết kế các đoạn tuyến thẳng trên đường cao tốc dài quá 4 km và thay các đoạn thẳng quá dài bằng các đường vòng có góc chuyển hướng nhỏ với bán kính lớn (5-15 m) để chống đơn điệu và lóa mắt do pha đèn về ban đêm.
Tại Queensland, Úc, sau quyết định dỡ bỏ các trạm dừng chân cho tái xế chạy đường dài do các vi phạm quy định an toàn và sức khỏe, chính phủ Queensland đã lắp đặt các biển báo đố vui nhằm giúp tài xế chú ý đường đi, thảo luận cùng người trên xe và chờ biển báo tiếp theo mở gợi ý và đáp án, giảm thiểu khả năng chán nản và ngủ gật.